# Alfredo Carricaberry
Alfredo Demetrio Carricaberry (né le 8 octobre 1900 à Colón en Argentine et mort le 23 septembre 1942 à Buenos Aires) est un joueur de football international argentin, qui évoluait au poste d'attaquant.

## Biographie

### Carrière en sélection
Avec l'équipe d'Argentine, il a disputé 12 matchs (pour 4 buts inscrits) entre 1922 et 1931, et fut notamment dans le groupe des sélectionnés lors de la Copa América de 1927.
Il a également disputé les JO de 1928.

## Palmarès

### Palmarès club
San Lorenzo
- Championnat d'Argentine (3) :
  - Vainqueur : 1923, 1924 et 1927.

### Palmarès sélection
| Argentine - Copa América (1) : - Vainqueur : 1927. - Meilleur buteur : 1927 (3 buts). |  | Argentine olympique - Jeux olympiques : - Argent : Amsterdam 1928. |